# Lagynos

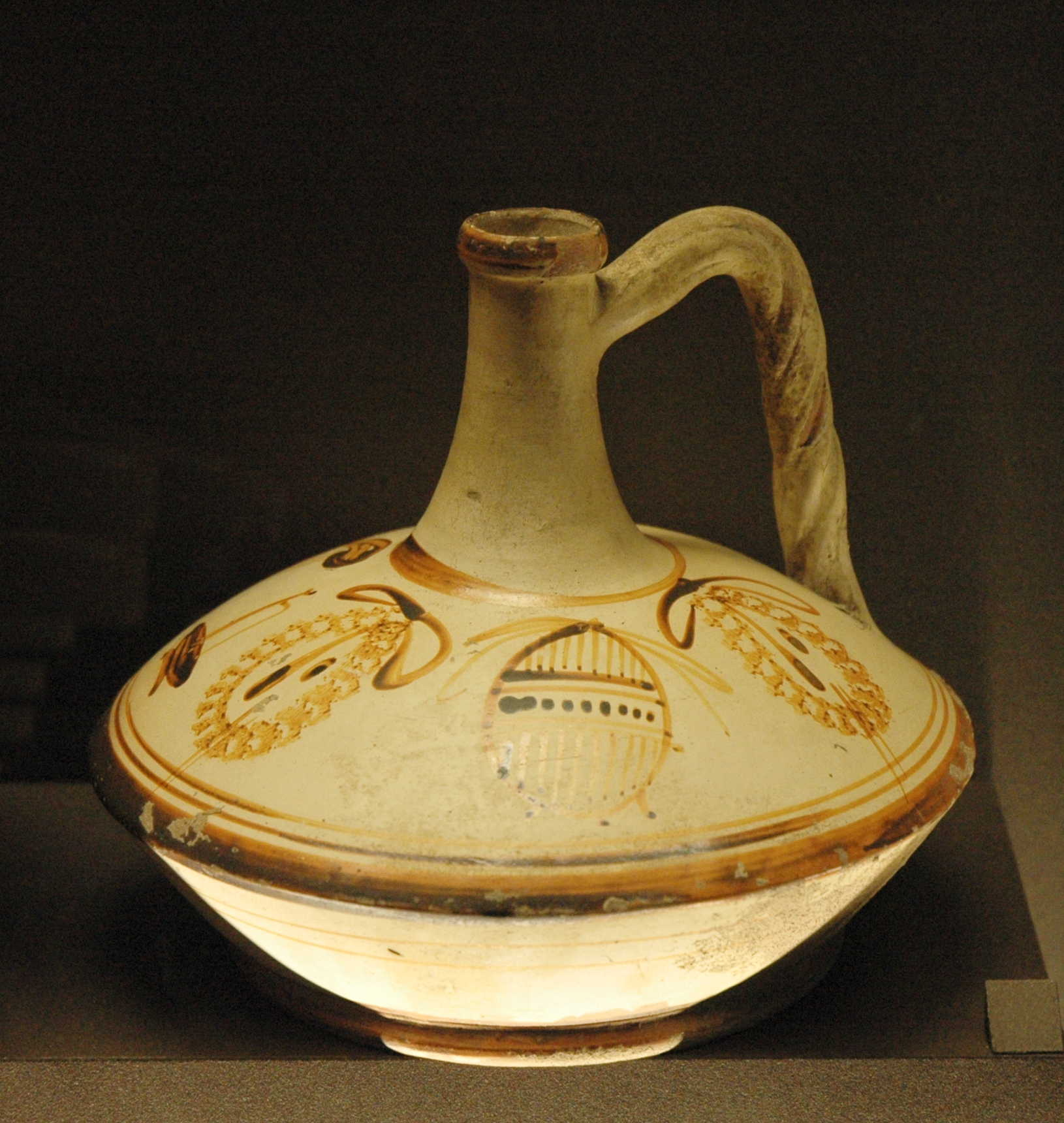
Lagynos mit der Darstellung von Musikinstrumenten, um 105/100 v. Chr., aus der Cyrenaica

Die Lagynos (altgriechisch λάγυνος lágynos, deutsch ‚Flasche‘; Plural Lagynoi) ist eine moderne Bezeichnung für eine vor allem in hellenistischer Zeit produzierte griechische Vasenform.
Die Lagynos war eine bauchige Kanne mit weitem, niedrigem Körper und mit einem dünnen senkrechten Flaschenhals. Ein horizontaler Henkel verband die flache Schulter des Kannenkörpers mit dem flaschenähnlichen Hals. Sie fand vor allem im alexandrinischen Kult für Weinspenden Verwendung. Manchmal war der Hals zusätzlich plastisch-figürlich verziert. Das Gefäß hatte im Schnitt eine Höhe von etwa 20 Zentimetern.